# Tokijský ghúl
Tokijský ghúl (japonsky 東京喰種 v kandži,トーキョーグール v katakaně, Tókjó Gúru v rómadži, známo též pod přepisem původního názvu Tokyo Ghoul) je japonská dark fantasy seinen manga, kterou v letech 2011 až 2014 vytvořil Sui Išida. Manga původně vycházela v týdeníku Šúkan Young Jump a později ji nakladatelství Šúeiša vydalo v čtrnácti svazcích. Ještě v roce 2014 začal Sui Išida vydávat v témž týdeníku pokračování s názvem Tokyo Ghoul:re, které bylo dokončeno v roce 2018 a dočkalo se šestnácti svazků.
V roce 2014 také vytvořilo studio Pierrot adaptaci v podobě stejnojmenného animovaného seriálu o 12 dílech. V následujícím roce vytvořilo pokračování s názvem Tokyo Ghoul √A, které nenásleduje dějovou linii mangy. V roce 2018 vyšla třetí řada s názvem Tokyo Ghoul:re, která se vrací k adaptaci mangy a ukončuje tak příběh anime. Později toho roku vyšla druhá řada Tokyo Ghoul:re, která ukončuje celou sérii.
Od roku 2016 vydává původní mangu pod názvem Tokijský ghúl v češtině nakladatelství CREW.

## Příběh
Příběh se odehrává v Tokiu, kde žije mladý Ken Kaneki. Kaneki je vášnivým čtenářem a moc se nezajímá o svět okolo sebe. V jeho světě kromě obyčejných lidí, žijí i stvoření nazývaní ghúlové. Ghúlové se živí pouze lidským masem, jelikož je lidské jídlo pro ně jedem, tedy kromě kávy. Jednoho dne se Kaneki se svým kamarádem Hidem usadí v kavárně Anteiku. Kaneki se již nějakou dobu snaží seznámit s dívkou jménem Rize. Kanekimu se to díky knihám jeho oblíbené autorky povede a začnou se spolu bavit. Kaneki ale nemá nejmenší tušení, jaké s ním má ve skutečnosti Rize úmysly. Večer, když ji Kaneki doprovází domů, tak něj Rize zaútočí a Kaneki se tak dozvídá, že Rize je ghúl a celou jen předstírala ze se jí líbí aby mohla Kanekiho sníst. Kaneki je těžce zraněný a těsně předtím, než se Rize pokusí Kanekiho dodělat, tak na Rize spadnou železné traverzy. Kanekiho život je ve vážném ohrožení, ale naštěstí nehodu uslyší lidé a zavolají pomoc. Kaneki je ve velmi vážném stavu a doktoři se rozhodnou pro transplantaci orgánů z Rize. Kaneki se probouzí v nemocnici, ovšem už ne jako člověk, ale jako ghúl.

## Hlavní postavy
- Ken Kaneki – hlavní postava celé série, pologhúl.
- Kirišima Tóka – Kanekiho kamarádka, ghúl, do :re pracuje v kavárně „Anteiku“, „Králíček“, Kanekiho budoucí manželka.
- Hidejoši Nagačika – Kanekiho nejlepší přítel, člověk, na začátku se dvoří Tóce, později zaměstnanec ÚPG.
- Rize Kamiširo – dívka, kvůli níž se stal Kaneki ghúlem.
- Nišiki Nišio – ze začátku záporná postava, pracuje v kavárně „Anteiku“.
- Jošimura – vedoucí kavárny „Anteiku“.
- Šú-Cukijama – tzv. „Labužník“, má velký zájem o Kanekiho.
- Hinami Fueguči – Kanekiho kamarádka.
- Rendži Jomo – pracuje v kavárně „Anteiku“, dováží maso, přivedl do anteiku Tóku.
- Kótaró Amon – pracovník ÚPG, má očividný zájem o Kanekiho a prahne po pomstě.
- Džúzó Suzuja – pracovník ÚPG, později speciální vyšetřovatel.
- Uta – výrobce ghúlích masek.
- Eto Jošimura – dcera Jošimury, jednooká sova, jedna ze zakladatelů Aogiri.
- Tatara – nejvýše postavený člen Aogiri.
- Jamori – člen aogiri, únosce, a následný mučitel Kanekiho. Má přezdívku „Jason“.
- Kureo Mado – speciální vyšetřovatel.
- Akira Mado – dcera Kurea Mady, vyšetřovatelka.
- Ajato Kirišima – bratr Tóky, hlavní člen Aogiri.
- Kishou Arima – speciální vyšetřovatel.
- Seidou Takizawa – vyšetřovatel, později ghoul s přezdívkou „Sova“.
- Kaja Irimi – zaměstnanec anteiku, dříve známá jako „Černý Pes“.
- Endži Koma – zaměstnanec anteiku, dříve známý jako „Divoká Opice“.